# پسیکتریا اینسولاروم

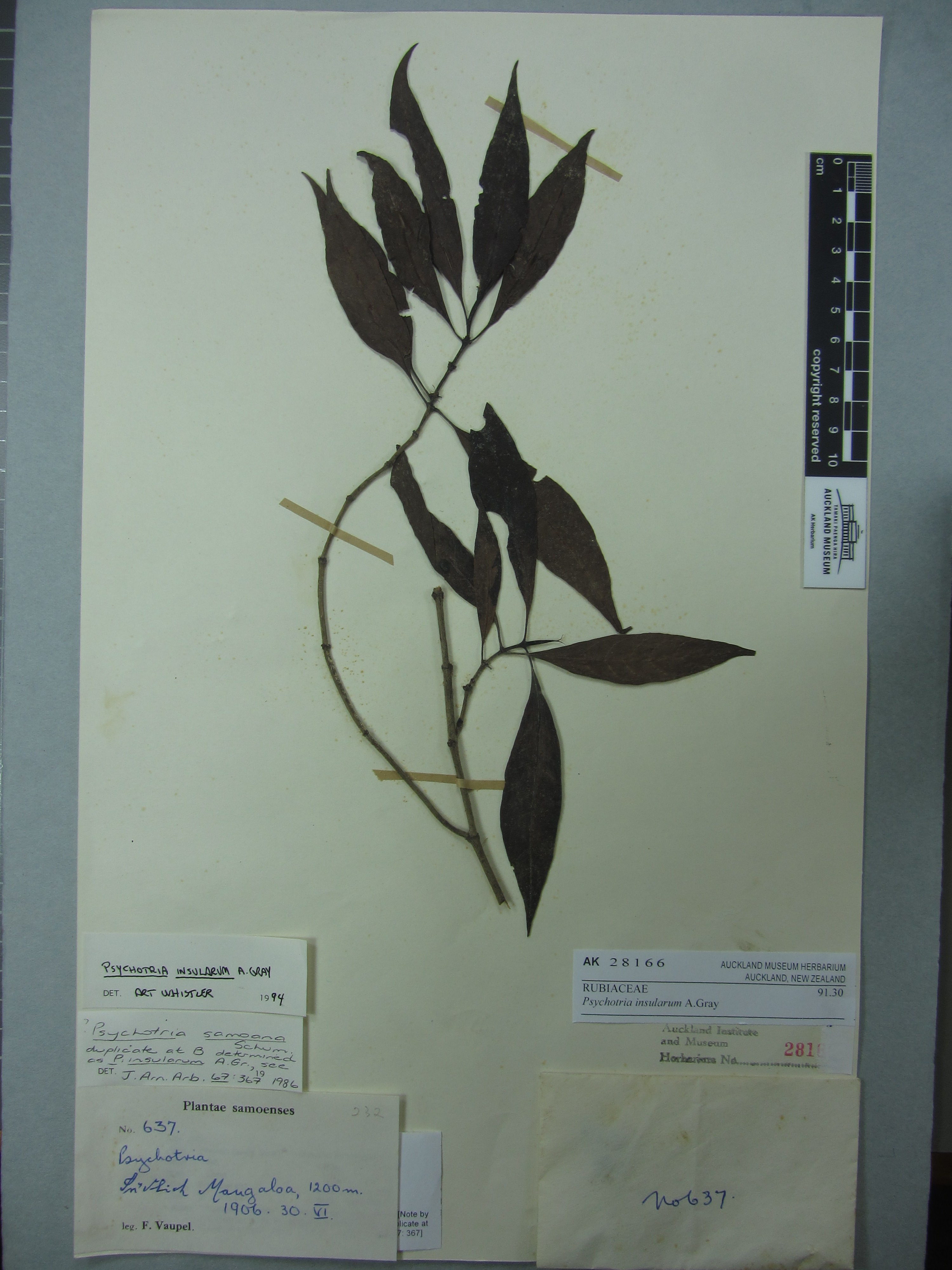
گیاه پسیکتریا اینسولاروم

پسیکتریا اینسولاروم (نام علمی: Psychotria insularum) نام یک گونه از تیره روناسیان است.